# Cuarteto de cuerda n.º 14 (Shostakóvich)

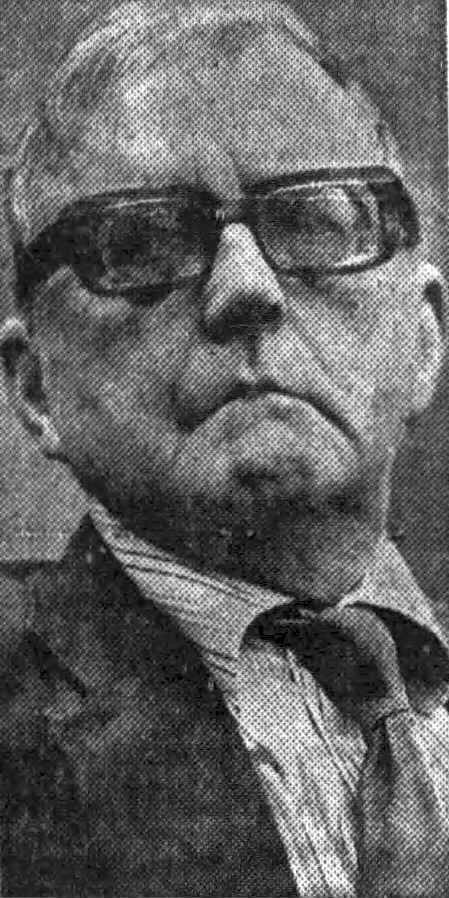
Dmitri Shostakóvich Junio de 1973

El Cuarteto de cuerda núm. 14 fa sostenido mayor, op. 142, fue compuesto por Dmitri Shostakóvich en 1973. Fue estrenado por el Cuarteto Beethoven (Dmitri Tsiganov, Nikolai Zabavnikov, Fiódor Drujinin, Sergei Chirinski) el 12 de noviembre de 1973 en la Sala Glinka de Leningrado. Estaba dedicado a Sergei Chirinski, violonchelista del Cuarteto. 

## Estructura
La obra tiene tres movimientos con una duración aproximada de 27 minutos: 
1. Alegreto
2. Adagio
3. Allegretto - Adagio

Esta obra da gran protagonismo al violonchelo, que introduce el tema principal del primer movimiento y encabeza los clímax del segundo y tercer movimiento. El cuarteto termina con una repetición del apasionado motivo del Adagio central, con el violonchelo cantando por encima de los demás instrumentos.

## Discografía selectiva
Cuarteto Borodin, cuartetos de cuerda completos de Shostakóvich, de Melodiya/BMG, 1997.